# Otto Rellensmann
Otto Rellensmann (* 16. Februar 1895 in Hörde bei Dortmund; † 15. September 1970 in Clausthal) war ein deutscher Professor des Markscheidewesens und Rektor der Bergakademie Clausthal.

## Leben
Nach dem Ersten Weltkrieg, an dem er über die volle Länge als Freiwilliger teilgenommen hatte, studierte Rellensmann an der Technischen Hochschule Berlin-Charlottenburg Markscheidewesen und Geophysik und trat in das damalige RSC-Corps Saxonia ein. Nach Abschluss des Studiums in Berlin und Ablegen der Markscheideprüfung in Dortmund ging er 1922 mit Ludger Mintrop, dem Gründer der Seismos GmbH, zur Erforschung ölhöffiger Horizonte in die USA und andere Staaten. Er folgte ihm als Assistent nach Breslau, als Mintrop 1929 einen Ruf auf den Lehrstuhl für Markscheidekunde und Geophysik an der dortigen Technischen Hochschule annahm. 1932 wurde Rellensmann Berg- und Vermessungsrat am Oberbergamt Breslau.
Als Nachfolger von Walter Nehm nahm Rellensmann 1936 den Ruf auf den Lehrstuhl für Markscheidewesen der Bergakademie Clausthal an, den er bis 1966 bekleidete.
Während des Zweiten Weltkrieges war er für einige Zeit bis 1943 als Stabsoffizier für das Vermessungswesen zum Heeresdienst in Rumänien und später bei der Berghütte Ost im Donezrevier in der Ukraine abkommandiert.
In seiner dreißigjährigen Clausthaler Ordinarienzeit hat er grundlegende Arbeiten auf dem Gebiet der Bergschadenkunde, des Grubenrisswesens und der Instrumentenkunde geleistet. Besonders der Vermessungskreisel wird immer mit seinem Namen verbunden bleiben.
Von 1954 bis 1956 war er Rektor und von 1956 bis 1958 Prorektor der Bergakademie Clausthal. Am 6. November 1968 wurde er Ehrenbürger der Technischen Universität Clausthal.
Wenige Wochen vor seinem Tod erhielt er die Nachricht vom Beschluss des Senats der Montanistischen Hochschule Leoben, ihm als zweitem deutschen Wissenschaftler die Ehrendoktorwürde zu verleihen, die bis dahin insgesamt nur fünfmal verliehen worden war. Die Verleihung erlebt er nicht mehr, sie wurde am 30. Januar 1971 im Rahmen einer Gedenkfeier in der Aula der alten Bergakademie Clausthal posthum vorgenommen.

## Schriften
- Über elastische Hauptwellen hervorgerufen durch eine große Sprengung, Berlin 1928
- Ernst Jahr: Industriekarten von Deutsch- u. Polnisch-Oberschlesien, Teil 1, Berg- u. Hüttenindustrie-Karte von Deutsch- u. Polnisch-Oberschlesien (Berichtigt u. ergänzt durch Otto Rellensmann), Berlin 1935
- Übersichtskarte der Erzbergwerke in Deutsch- und Polnisch-Oberschlesien, Berlin 1935
- Über instrumentelle Neuerungen im Markscheidewesen, Goslar 1955
- Markscheidewesen, Berlin 1957
- mit Bruno Mertens: Über Fortschritte in der Anwendung von Kreiselmessungen im Bergbau, in der angewandten Geodäsie und in der angewandten Geophysik, Goslar 1962